# Muzyka poważna (album)
Muzyka poważna – drugi album studyjny polskiego duetu hip-hopowego Pezet-NOON. Ukazał się 22 kwietnia 2004 nakładem oficyny EmbargoNagrania.
W ramach promocji wydawnictwa do singli „Nie jestem dawno” i „Szósty zmysł” oraz utworu „W branży” zrealizowano teledyski. Płyta dotarła do 3. miejsca listy OLiS w Polsce. Nagrania uzyskały nominację do nagrody polskiego przemysłu fonograficznego Fryderyka w kategorii „album roku hip-hop/R&B”.
Pochodząca z albumu piosenka „Retro” znalazła się na liście 120 najważniejszych polskich utworów hip-hopowych według serwisu T-Mobile Music.
W 2010 roku, sześć lat po premierze, ukazała się pierwsza reedycja płyty.

## Lista utworów
Opracowano na podstawie materiału źródłowego.
Album
1. „(To) Tylko raz 01” – 1:44
2. „Intro” – 0:30
3. „(To) Tylko raz 02” – 2:44
4. „To-samo” – 3:46
5. „Retro 01” – 2:47
6. „Nie jestem dawno” – 3:47
7. „Wibracja 04” – 0:21
8. „Szósty zmysł” – 3:48
9. „Retro 02” – 2:34
10. „Cepelia” – 0:40
11. „A mieliśmy być poważni…” – 3:16
12. „W branży” – 4:41[A]
13. „Gubisz ostrość” – 4:04
14. „Dziś” – 2:52
15. „Retro 03” – 2:31
16. „Nie jestem dawno (Ajron remix)” – 3:54[B]
17. „Szósty zmysł (Webber remix)” – 3:53

Notatki
- A^ W utworze wykorzystano sample z piosenki „Marsbéli Krónikák IV - VI (The Martian Chronicles IV - VI)” w wykonaniu Solaris[10].
- B^ W utworze wykorzystano sample z piosenki „Błaganie” w wykonaniu zespołu Fatum[10].

Single
| Szósty zmysł |
| --- |
| 1. "Szósty zmysł" (Radio Edit) (prod. Noon, scratche DJ Panda) - 3:49 2. "Szósty zmysł" (Album) (prod. Noon, scratche DJ Panda) - 3:49 3. "Szósty zmysł" (Webber Remix Radio Edit) – 3:53 4. "Szósty zmysł" (Webber Remix) – 3:53 |

| Nie jestem dawno |
| --- |
| 1. "Nie jestem dawno" (Radio Edit) (prod. Noon, scratche DJ Panda) - 3:44 2. "Nie jestem dawno" (Album) (prod. Noon, scratche DJ Panda) - 3:44 |

## Twórcy
Opracowano na podstawie materiału źródłowego.
- Mikołaj „NOON” Bugajak – produkcja (1–15), miksowanie, mastering, głos (1, 14)
- Paweł „Pezet” Kapliński – wokal (1, 3–6, 8–9, 11–17), słowa (1, 3–6, 8–9, 11–17), głos (1, 10, 14)
- Rafał „DJ Panda” Helsztyński – skrecze (4, 6, 8, 11, 13)
- Michał „Ajron” Dąbal – produkcja (16)
- Andrzej „Webber” Mikosz – produkcja (17)
- Mikołaj Skalski – miksowanie, mastering
- Piotr Sadowski – producent wykonawczy
- Piotr „Wujlok” Wójcicki – producent wykonawczy
- „Oko” – projekt okładki
- „Dasz” – zdjęcia